# Network Access Protection
Network Access Protection (NAP) is een Microsoft-technologie die aan de hand van de "gezondheid" van een computer bepaalt of deze computer toegang krijgt tot het netwerk. NAP werkt enkel op computers voorzien van Windows Server 2008, Windows Vista en Windows XP met Service Pack 3.
NAP kan de gezondheid van een computersysteem testen aan de hand van de volgende gegevens:
1. Is het besturingssysteem voorzien van de laatste updates?
2. Is er een firewall actief?
3. Is er antivirus-software actief?
4. Is de antivirus-software voorzien van de laatste updates?
5. Is er antispyware-software actief?
6. Is de antispyware-software voorzien van de laatste updates?
7. Eventuele toevoegingen van een derde partij

Een computer kan zich op verschillende manieren aan een netwerk koppelen. NAP kan computers testen die op de volgende manieren toegang "vragen" tot een netwerk:
1. IPSec (Dit is de meest veilige vorm)
2. VPN
3. 802.1x (Authenticated switches en draadloze access points)
4. Terminal Server Gateway (Niet mogelijk met Windows XP)
5. DHCP (Dit is de minst veilige vorm)

Voor al deze toegangsmogelijkheden geldt dat de service met NAP moet kunnen communiceren. Bijvoorbeeld: Als een computer toegang "vraagt" tot een netwerk via VPN dan moet de VPN Server de "gezondheidsstatus" vragen aan de client. De VPN Server speelt deze status weer door naar de NAP Server die vervolgens weer aan de VPN Server vertelt of de client tot het netwerk mag worden toegelaten.
Een computersysteem dat geen toegang krijgt tot het netwerk kan, afhankelijk van de implementatie, wel toegang krijgen tot een kleiner netwerk alwaar het de mogelijkheid krijgt om "gezond" te worden. Dit netwerk wordt een remediation-netwerk genoemd.